# NGC 634

NGC 634

NGC 634 هي مجرة تتبع كوكبة المثلث. اكتشفها إدوارد ستيفان في 26 أكتوبر 1876.

## روابط خارجية
- NGC 634 على موقع ويكي سكاي: DSS2, SDSS, GALEX, IRAS, Hydrogen α, X-Ray, Astrophoto, Sky Map, Articles and images